# Sanddoseträdssläktet
Sanddoseträdssläktet (Hura) är ett tropiskt amerikanskt växtsläkte av familjen törelväxter med omkring sju arter mjölksaft träd, av vilka Hura crepitans, sanddoseträdet är 9–12 meter högt med rak stam, stor yvig bladkrona, små blommor och orangestora, platta, månggrummiga fruktkaplar.
De apelsinstora kapselfrukterna exploderar vid mognaden med en knall, så att fröna slungas iväg upp till 10 m. 
Den giftiga mjölksaften samt blad och rötter har använts medicinsk, och ur fröna har en olja utvunnits och använts som laxermedel.